# Municipio de Jefferson (Nebraska)
El municipio de Jefferson (en inglés: Jefferson Township) es un municipio ubicado en el condado de Knox en el estado estadounidense de Nebraska. En el año 2010 tenía una población de 111 habitantes y una densidad poblacional de 1,2 personas por km².

## Geografía
El municipio de Jefferson se encuentra ubicado en las coordenadas 42°34′58″N 98°7′4″O / 42.58278, -98.11778. Según la Oficina del Censo de los Estados Unidos, el municipio tiene una superficie total de 92.79 km², de la cual 92,23 km² corresponden a tierra firme y (0,6 %) 0,56 km² es agua.

## Demografía
Según el censo de 2010, había 111 personas residiendo en el municipio de Jefferson. La densidad de población era de 1,2 hab./km². De los 111 habitantes, el municipio de Jefferson estaba compuesto por el 94,59 % blancos, el 2,7 % eran amerindios y el 2,7 % eran de una mezcla de razas. Del total de la población el 0 % eran hispanos o latinos de cualquier raza.